# ATG4D
ATG4D‏ (Autophagy related 4D cysteine peptidase) هوَ بروتين يُشَفر بواسطة جين ATG4D في الإنسان.